# Geranoaetus
Geranoaetus là một chi chim trong họ Accipitridae.

## Các loài
- Geranoaetus albicaudatus
- Geranoaetus melanoleucus
- Geranoaetus polyosoma